# Долгоневские
Долгоневские — польский дворянский род герба Любич.
Предки их владели с XVI века поместьями в Мазовии. Иван Долгоневский был в 1545 году епископом жмудским. Род Долгоневских внесён в VI часть Дворянской родословной книги Подольской губернии.